# Megagrup plantes+HC+SAR
El Megagrup plantes+HC+SAR, en anglès:Plants+HC+SAR megagroup, és una de les agrupacions utilitzades en algunes classificacions dels eucariotes.
En aquest megagrup estan incloses les espècies que fan fotosíntesi, excepte els Euglenozoa.
En aquest megagrup estan incloses:
- Plantes
- Hacrobia (les sigles "HC" es refereixen a Haptophyta i Cryptophyta que són els dos membres principals d'aquest grup)
- Supergrup SAR (inclou Stramenopiles, tambécoeguts com Heterokonta, Alveolata i Rhizaria).

Aquest megagrup va ser descrit també com la suma d'Archaeplastida, Rhizaria, i els cromalveolats. Però es va descobrir que els cromalveolats no eren monofilètics.